# Hämophilie
Hämophilie (von altgriechisch αἷμα haima „Blut“ und φιλία philia „Neigung“), auch Bluterkrankheit genannt, ist eine Erbkrankheit, bei der die Blutgerinnung gestört ist. Das Blut aus Wunden gerinnt nicht oder nur langsam. Häufig kommt es auch zu spontanen Blutungen, die ohne sichtbare Wunden auftreten. Hämophilie tritt hauptsächlich bei Männern auf. Betroffene Personen werden umgangssprachlich auch als Bluter bezeichnet.

## Formen
Es gibt zwei bekannte Formen (A und B) der Hämophilie im engeren Sinn sowie noch weitere Krankheitsbilder, die gelegentlich unscharf unter diesem Begriff subsumiert werden:
- Hämophilie A heißt der X-chromosomal-rezessiv erbliche Gerinnungsdefekt durch Mangel an Faktor VIII. Hiervon sind fast ausnahmslos Männer betroffen, deren X-Geschlechtschromosom ein defektes Gen für den Faktor VIII (antihämophiles Globulin) trägt.

- Hämophilie B heißt der X-chromosomal-rezessiv erbliche Mangel an Faktor IX (Christmas-Faktor). Hiervon sind ebenfalls fast nur Männer betroffen; ihr defektes Gen führt zur Störung der Gerinnungskaskade mit verschiedenen Verläufen von Geburt an (leicht, mittelschwer, schwer) mit stark verlangsamtem Verlauf der Blutgerinnung.

- Als Hämophilie C oder Rosenthal-Syndrom wird das klinische Bild bezeichnet, dem ein Mangel an Faktor XI (englisch: plasma thromboplastin antecedent; PTA) der Gerinnungskaskade zugrunde liegt. Hierbei treten vor allem bei Kindern leicht Blutungen in Gelenken oder bei minimalen Verletzungen auf. Wie bei Hämophilie A und B ist der Quickwert typischerweise normal, während die PTT abhängig von der Ausprägung des Mangels verlängert ist.

- Der sehr seltene autosomal-rezessiv erbliche Gerinnungsdefekt (z. B. Stuart-Prower-Faktor-Mangel, Faktor X der Gerinnungskaskade) kann sich bei beiden Geschlechtern gleich stark ausprägen, da bei beiden Geschlechtern gleich viele Autosomen (nicht-geschlechtsgebundene Chromosomen) vorkommen.

- Parahämophilie (Hypoproakzelerinämie, Owren-Syndrom): autosomal-rezessiv erbliche Krankheit durch Mangel des Gerinnungsfaktors V (Proaccelerin).

- Angiohämophilie (Willebrand-Jürgens-Syndrom): Es ist die häufigste autosomal-dominant vererbte Gerinnungsstörung. Sie entsteht durch einen Strukturdefekt oder einen Mangel des Von-Willebrand-Faktors unterschiedlicher Ausprägung. Der Von-Willebrand-Faktor ist ein Trägerprotein des Blutgerinnungsfaktors VIII.

## Symptome
Hämophilie-Patienten bluten bei Verletzungen länger als gesunde Menschen. Abhängig vom Schweregrad können auch verlängerte Blutungen spontan auftreten, ohne sichtbare Verletzung; auch bei Gesunden können Spontanblutungen auftreten, heilen aber rasch und unbemerkt. Grundsätzlich kann Blut nur aus Blutgefäßen austreten, wobei bei Hämophilie-Patienten bestimmte Lokalisationen typisch sind, z. B. Einblutungen in Gelenke.
Eine starke Blutung, die beispielsweise durch einen Unfall hervorgerufen wurde, kann bei schwerer Hämophilie allein durch Gabe von Gerinnungsfaktoren eingeschränkt werden. Ist diese Hilfe nicht rechtzeitig möglich, kann dies (auch bei weniger schweren Verletzungen) den Tod durch Verbluten bedeuten.
Kleine Schnitt-, Riss- und Schürfwunden führen bei den häufigsten Unterformen der Hämophilie zunächst nicht zu stärkerem Blutverlust als bei gesunden Menschen, da der Wundverschluss mit Krustenbildung dank der intakten Blutplättchen (Thrombozyten) funktioniert. Doch die verzögerte Blutgerinnung führt oft dazu, dass es bei später wieder aufbrechenden Verkrustungen zu Blutungen kommt, die je nach Schweregrad der Hämophilie nur sehr langsam aufhören. Auch ohne äußere Einwirkung kann es zu subkutanen oder intramuskulären Hämatomen kommen.
Das Risiko innerer Blutungen ist bei Hämophilie-Patienten ebenfalls erhöht (z. B. Nierenblutungen mit starker Kolik, Verschluss der Harnwege durch Thromben).
Bei weiblichen Trägern eines X-chromosomal-rezessiven Gendefekts (sogenannten Konduktorinnen) kann eine verstärkte Blutungsneigung auftreten, die sich in verstärkten Regelblutungen, Neigung zu blauen Flecken (Hämatomen), bei Bagatelleingriffen wie Zahnextraktionen oder während bzw. nach einer Entbindung zeigen kann. In seltenen Fällen können auch Blutungen auftreten, die denen von männlichen Betroffenen gleichen (z. B. Gelenkblutungen).

### Gelenkblutungen und ihre Folgen
Eine häufige Lokalisation für Blutungen sind die Gelenke (Hämarthros). Die erste Blutung in einem Gelenk (auch als Initialblutung bezeichnet) wird häufig durch einen Unfall/Trauma verursacht. Besonders betroffen sind die großen Gelenke. Durch die Gelenkinnenhaut (Membrana synovialis) werden Enzyme freigesetzt, die das im Gelenk befindliche Blut abbauen. Bei großvolumigen Ergüssen vergrößert sich die Synovia („Gelenkschmiere“) dafür und wird stärker mit Blutgefäßen durchzogen. Daraus folgt eine höhere Wahrscheinlichkeit nachfolgender Blutungen oder Entzündungen. Ein Kreislauf von Entzündungen und Blutungen wird in Gang gesetzt und es entsteht eine so genannte Hämarthrose; insbesondere ungeführte Bewegungen sowie Torsionen und Überstreckungen (auch in der Nacht), „umknicken“, stolpern etc. können weitere Gelenkblutungen (meist Sprunggelenk-, Knie-, Ellenbogen-, Schulter- oder selten Hüftblutungen) zur Folge haben, was meistens mit starken Schmerzen verbunden ist. Da wirksame prophylaktische Therapien erst seit etwa 30 Jahren verfügbar sind, haben die häufigen Blutungsereignisse bei älteren Patienten meist Gelenkversteifungen z. T. schwerster Art, frühzeitige Arthrose – die evtl. operative Eingriffe (wie z. B. Knie-Arthroskopie, Synovektomie bis hin zur Endoprothese (Gelenkersatz)), aber auch orthopädische Hilfsmittel (orthopädische Schuhe), Gehhilfen u. a. erforderlich machen – sowie Fehlbildungen der Muskulatur und des Knochenaufbaus zur Folge. Durch ständige Physiotherapie kann jedoch die Mobilität der Gelenke auf einem gewissen Belastungsgrad gehalten bzw. verbessert werden.

### Muskelblutungen und ihre Folgen
Muskelblutungen treten seltener spontan auf als Gelenkblutungen und haben meistens Traumata als Ursache. Je nach Lage und Größe des Muskels können sie jedoch extrem langwierig werden und durch irreversible Muskelschädigung zu Verkrüppelungen führen. Muskelblutungen können auch nach intramuskulären Impfungen auftreten, die z. B. in den Gesäßmuskel, Oberarmmuskel gegeben werden. Bluterpatienten sollten daher Impfungen nur unter die Haut erhalten („subkutan“). Typische gefährliche Muskelblutungen finden sich z. B.:
- im Psoasmuskel (verläuft vom Bauch durch das Becken zum Bein, so dass ein „Stillhalten“ während des Heilungsprozesses fast nicht möglich ist und die Blutung oft nach scheinbarer Heilung wiederkehrt). Die dadurch entstehenden Schmerzen wurden besonders vor Einführung von Ultraschalluntersuchungen mit einer Blinddarmentzündung verwechselt (sog. „Pseudoappendizitis“).
- im Wadenmuskel (Wadenblutungen führen zu einer Verkürzung des Muskels und dadurch zum Spitzfuß, der wiederum zu einer erhöhten Belastung der Wade beim Gehen und zu weiteren Blutungen führen kann)
- in den Unterarmen (Blutungen der Unterarme können auf die Handnerven drücken und neben extremen Schmerzen auch Unbeweglichkeiten und Fehlstellungen der Hände auslösen)

### Knochenblutungen und Pseudotumor
Selten kann es durch wiederholte Einblutungen in den Knochen zu einer zunehmenden Osteolyse kommen, mit Auftreibung und Verbreiterung des Knochens und seifenblasenartigem Aussehen im Röntgenbild, wodurch der Verdacht auf einen Knochentumor entstehen kann und weshalb vom „hämophilen Pseudotumor“ gesprochen wird. Durch den Stabilitätsverlust kommt es zu pathologischen Knochenbrüchen und Sinterungen, die erneute Blutungen induzieren und auch zu einer Verkürzung besonders an den unteren Extremitäten beitragen können. Zur Therapie ist nur ein kompletter allogener Knochenersatz mit eventuellem Gelenkersatz (Endoprothese) benachbarter Gelenke möglich.

## Therapie

### Behandlung mit dem fehlenden Faktor VIII (Hämophilie A) oder Faktor IX (Hämophilie B)
Das Verfahren zur Herstellung eines antihämophilen Faktors wurde 1964 von Judith Graham Pool von der Stanford University entdeckt und erstmals 1971 in den USA auf Antrag der Hoxworth Blood Center des University of Cincinnati Medical Center unter dem Namen Cryoprecipitated AHF zugelassen. Das betreffende Verfahren wird als Kryopräzipitation bezeichnet. Zusammen mit der Entwicklung eines Systems zum Transport und zur Lagerung von menschlichem Plasma im Jahr 1965 war dies das erste Mal, dass eine wirksame Behandlung für Hämophilie verfügbar wurde.
Die bis etwa 1970 gebräuchliche Therapie bei Hämophilie, Blutungen zu stoppen, bestand im Allgemeinen darin, direkte Blutspende, Blutkonserven oder Blutplasma bei stärkeren und akuten Blutungen zu verabreichen, Hämatome zu kühlen und blutende Wunden mit aus Rinderblut gewonnenem Fibrin zum Gerinnen zu bringen, was relativ selten gelang.

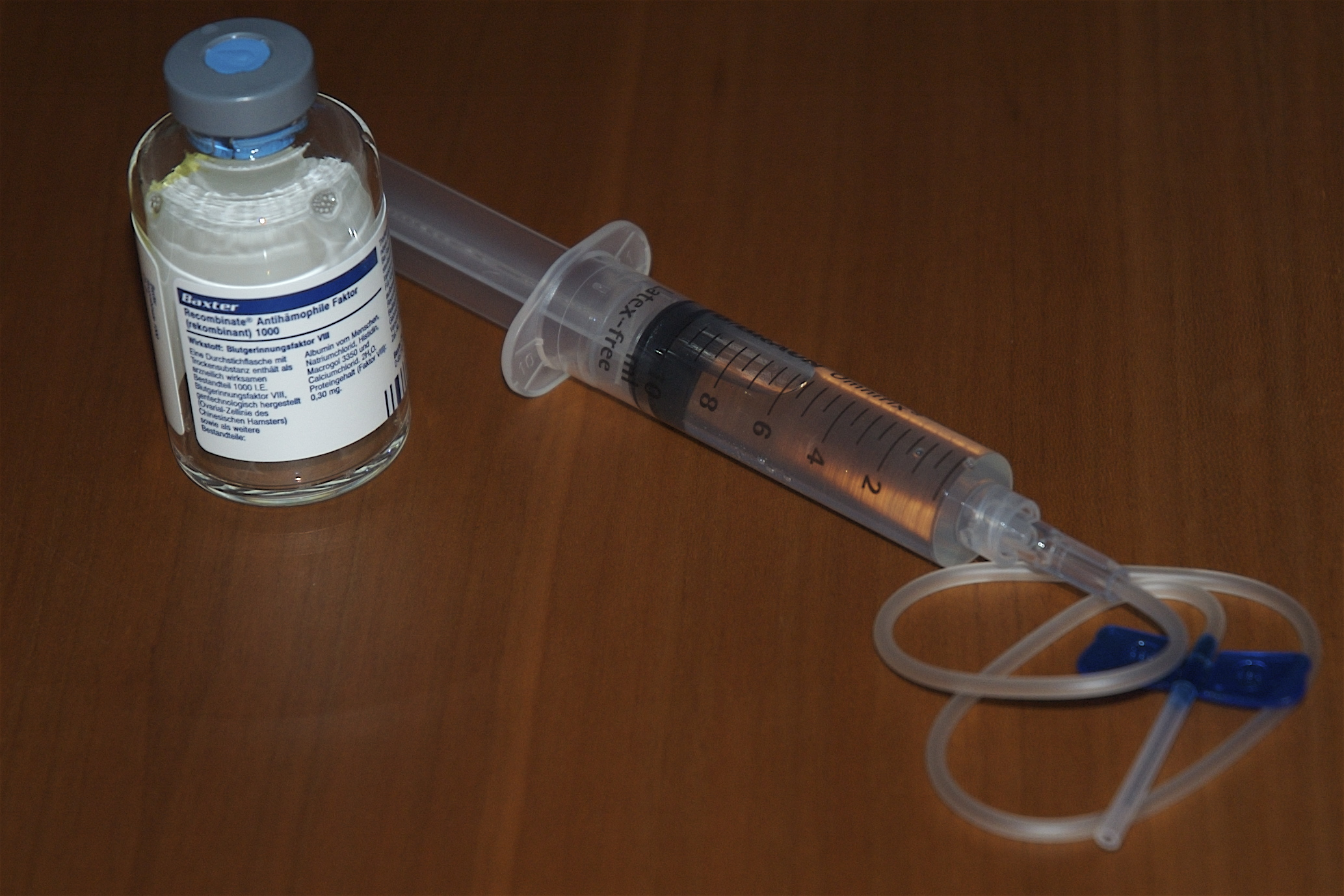
Selbstbehandlung

Die heutige Therapie besteht im Allgemeinen darin, prophylaktisch oder bei Bedarf den fehlenden oder defekten Faktor zu substituieren, wobei Blutungen weitestgehend ausgeschlossen werden können und der Patient ein relativ normales Leben führen kann, aber z. B. von Sportarten wie Athletik, Boxen, Wintersport und extremer körperlicher Belastung absehen muss.
Die Therapie erfolgt z. B. in den Fällen Hämophilie A, B oder Willebrand-Syndrom durch Selbstbehandlung (intravenös) mit den fehlenden Faktoren. Diese Faktoren wurden bis ca. 2002 meistens aus menschlichem Blutplasma gewonnen, wobei in der Vergangenheit u. a. auch viele Bluter mit HIV, Hepatitis C und B und anderen Viren infiziert wurden. Dies wurde als sogenannter „Blutskandal“ bekannt. Die Möglichkeit der Ansteckung kann seit ca. 1988 (das Hepatitis-C-Virus wurde erst Ende der 1980er Jahre entdeckt) jedoch so gut wie ausgeschlossen werden, wenn die existierenden Methoden der Blutreinigung und Virusinaktivierung bestimmungsgemäß angewendet werden.
Seit ca. 1989 wird der Faktor VIII (Hämophilie A) auch gentechnisch hergestellt, um eine Sicherheit vor Verunreinigungen des Faktors VIII z. B. mit Viren zu bieten und um jederzeit eine ausreichende Versorgung der Patienten sicherzustellen. Diese so genannten rekombinanten Konzentrate gelten als sicherer als die aus menschlichem Blutplasma gewonnenen Präparate. Die Firmen Bayer, Novo Nordisk, Takeda und Pfizer sind die Hauptanbieter solcher rekombinanten Präparate.
Eine Weiterentwicklung dieser Präparate besteht in der verlängerten Halbwertzeit, damit nicht mehr alle 2–3 Tage gespritzt werden muss: Im Januar 2019 wurde so z. B. Damoctocog alfa pegol (Handelsname: Jivi; Hersteller Bayer) und im Juni 2019 Turoctocog alfa pegol (Handelsname Esperoct; Hersteller Novo Nordisk) in der EU zugelassen. Im Juni 2024 wurde Efanesoctocog alfa (Handelsname Altuvoct; Hersteller Swedish Orphan Biovitrum (SOBI)) in der EU zugelassen.
Roche bietet zur Behandlung der Hämophilie A den bispezifischen, monoklonalen Antikörper Emicizumab an (Handelsname: Hemlibra). (s. u. unter 3.2. Emicizumab).

#### Komplikation
Die Hauptkomplikation bei der Hämophilie-A-Therapie liegt heute in der Bildung von neutralisierenden Antikörpern gegen den Faktor VIII (FVIII), den sogenannten inhibitorischen Antikörpern oder auch Hemmkörpern. Die Antikörper verringern die Wirkung des gegebenen FVIII sehr stark, sodass die nötige Erhöhung des Faktorspiegels nicht erreicht wird, und es in der Folge wieder zu Blutungen kommt. Diese Komplikation wird auch als Hemmkörperhämophilie oder Immunhemmkörperhämophilie bezeichnet. Weltweite Studien zeigen, dass etwa 30 % der behandelten Patienten oder Blutern inhibitorische Antikörper entwickeln. Es wird weiterhin diskutiert, ob die Inhibition allein durch die Blockierung der FVIII-Aktivität erfolgt, oder ob es zu einer erhöhten Beseitigung (engl.: clearance) des FVIII durch die Erkennung der Antikörper kommt.
Eine Hemmkörperhämophilie kann auch bei Substitution von Faktor IX, das heißt bei der Behandlung der Hämophilie B auftreten. Sie kommt jedoch deutlich seltener vor – in 2 bis 5 Prozent der Fälle.

### Behandlung mit dem Antikörper Emicizumab
Japanischen Forschern ist es gelungen, einen sogenannten bispezifischen, monoklonalen Antikörper zu entwickeln, der die Rolle von Faktor VIII übernimmt. Zusätzlich wird er nicht durch gegen Faktor VIII gerichtete Antikörper (Hemmkörper, s. o. „Komplikation“) inaktiviert. Im November 2017 wurde Emicizumab seitens der US-amerikanischen Zulassungsbehörde FDA zugelassen. Die Zulassung für die EU erfolgte im Februar 2018. Emicizumab hat sich auch bei Patienten ohne inhibitorische Antikörper bewährt. Im März 2019 erfolgte eine EU Zulassungserweiterung für Patienten mit schwerer Hämophilie A ohne Hemmkörper für alle Altersstufen.
Gegenüber der Substitution mit Faktor VIII hat der Antikörper den Vorteil, dass er nur subkutan entweder 1× pro Woche oder alle 2 bzw. 4 Wochen gespritzt werden muss und nicht intravenös zwei- bis dreimal wöchentlich. Nach über 3 Jahren sind über 80 % der Patienten ohne behandelte Blutungen, fast 92 % ohne behandelte Spontanblutung und 90 % ohne behandelte Gelenkblutung bzw. über 94 % ohne behandelte Zielgelenkblutung. Insgesamt fielen über 95 % der früheren Zielgelenke unter Therapie nicht mehr in die Zielgelenks-Definition, da in diesen Gelenken nach über 52 Wochen zwei oder weniger Blutungen (traumatisch oder spontan) aufgetreten waren.

### Gentherapie
Bereits seit Jahrzehnten wird daran geforscht, Gentherapien zu entwickeln, die eine lebenslange Hämophilietherapie durch eine einzige Behandlung ersetzen könnte. Im Dezember 2017 wurde eine erfolgversprechende Phase-I/II-Studie im New England Journal of Medicine (NEJM) publiziert, in der sich erstmals eine Gentherapie der Hämophilie B über einen längeren Zeitraum als wirksam erwies. Im Januar 2020 wurde im NEJM eine Studie zur Gentherapie bei 15 Erwachsenen mit schwerer Hämophilie A veröffentlicht. In der Zusammenfassung heißt es: Die Behandlung mit AAV5-hFVIII-SQ führte zu einem nachhaltigen, klinisch relevanten Nutzen, gemessen an einer deutlichen Reduktion der jährlichen Blutungsraten und dem vollständigen Verzicht auf den prophylaktischen Faktor VIII bei allen Teilnehmern.
Im August 2022 wurde Roctavian (Valoctocogen roxaparvovec) als erste Gentherapie zur Behandlung der schweren Hämophilie A in der EU zugelassen. In den USA ist Roctavian nicht zugelassen. Im November 2022 erhielt das Unternehmen CSL Behring von der US-amerikanischen Food and Drug Administration (FDA) die Zulassung für Hemgenix (Etranacogen dezaparvovec) zur Gentherapie von Hämophilie B, im Februar 2023 folgte eine bedingte EU-Zulassung. Die Kosten für die Therapie, die als eine einmalige Verabreichung erfolgt, liegen in den USA Meldungen zufolge bei etwa 3,5 Millionen US-Dollar.
Im Februar 2025 gab Pfizer bekannt, dass man die Entwicklung und Vermarktung seiner Hämophilie-B-Gentherapie Fidanacogene elaparvovec (Handelsname Durveqtix in der EU; Beqvez in den USA) einstellt. Zur Begründung hieß es "zu geringes Interesse seitens der Patienten".

## Vererbung
Die Erkrankung wird gonosomal-X-rezessiv vererbt. Frauen können Träger für die Vererbung der Hämophilie A oder B sein, ohne selbst an der Krankheit zu leiden. Beispiel: Eine Trägerin (Konduktorin) des fehlerhaften Gens für die Hämophilie, bei der das Merkmal nicht ausgeprägt ist, bekommt Söhne, bei denen die Wahrscheinlichkeit 50 % ist, Bluter zu sein (siehe auch Erbinformation). Bekommt diese Trägerin Töchter, können diese mit einer Wahrscheinlichkeit von 50 % das Gen auf die nächste Generation weitervererben, ohne selbst von der Krankheit betroffen zu sein. Sobald diese Mädchen wieder männliche Nachkommen haben, ist es dann ebenso möglich, dass diese Bluter sind. Aufgrund dieser Wahrscheinlichkeit kann aber die Krankheit auch mehrere Generationen überspringen, sofern immer wieder Töchter als Träger vorhanden waren. Wenn männliche Bluter Söhne bekommen, vererben sie die Krankheit an diese nicht weiter, da sie X-chromosomal vererbt wird. Männliche Bluter können die Krankheit somit nur an ihre Töchter vererben.
In seltenen Fällen ist die Hämophilie A bzw. B bei Frauen möglich. Wenn der Vater Bluter und die Mutter Überträgerin ist und die Tochter von der Mutter das merkmalstragende X-Chromosom vererbt bekommt (50-prozentige Wahrscheinlichkeit), wird die Tochter Bluter sein. Des Weiteren besteht die Möglichkeit im Zusammenhang mit dem Turner-Syndrom als Frau an Hämophilie zu erkranken, da in diesem Fall nur ein X-Chromosom vorhanden ist. Es gibt jedoch nur einzelne, meist sehr schlecht dokumentierte Fälle von Hämophilie bei Frauen. Die gelegentliche Erwähnung von hämophilen Frauen in Literatur und Belletristik wird mit einer Fehlzuschreibung anderer Gerinnungsstörungen erklärt.

## Geschichte

Erbgang der Bluterkrankheit unter den Nachkommen Königin Victorias (siehe auch Stammbaumanalyse).

Die wahrscheinlich früheste Erwähnung der Krankheit findet sich im 5. Jahrhundert im Talmud, der einen Knaben von der rituellen Beschneidung befreit, dessen zwei Brüder bei der Beschneidung gestorben seien.
Genauer beschrieben wurde die hereditäre Hämophilie erstmals 1803 durch John Conrad Otto (1774–1844).
In der Vergangenheit litten überdurchschnittlich viele Mitglieder des europäischen Hochadels und der Herrscherfamilien an Hämophilie, weshalb diese auch den Namen „Krankheit der Könige“ erhielt. Bekannte Beispiele dafür sind die britische Königs- und die russische Zarenfamilie. Ausgangspunkt als Trägerin der Krankheit war hier vermutlich Königin Victoria von Großbritannien, deren Enkelin Alix von Hessen-Darmstadt den Zaren Nikolaus II. heiratete und die Hämophilie von Typ B auf ihren gemeinsamen Sohn Alexei, den letzten Zarewitsch, übertrug.